# هنري بولاك (مقدم برامج إذاعية)
هنري بولاك (بالإنجليزية: Henry Pollack)‏ هو مقدم برامج إذاعية أمريكي، ولد في 1 فبراير 1961 في هافانا في كوبا.